# Sint-Trudokerk (Grote-Brogel)

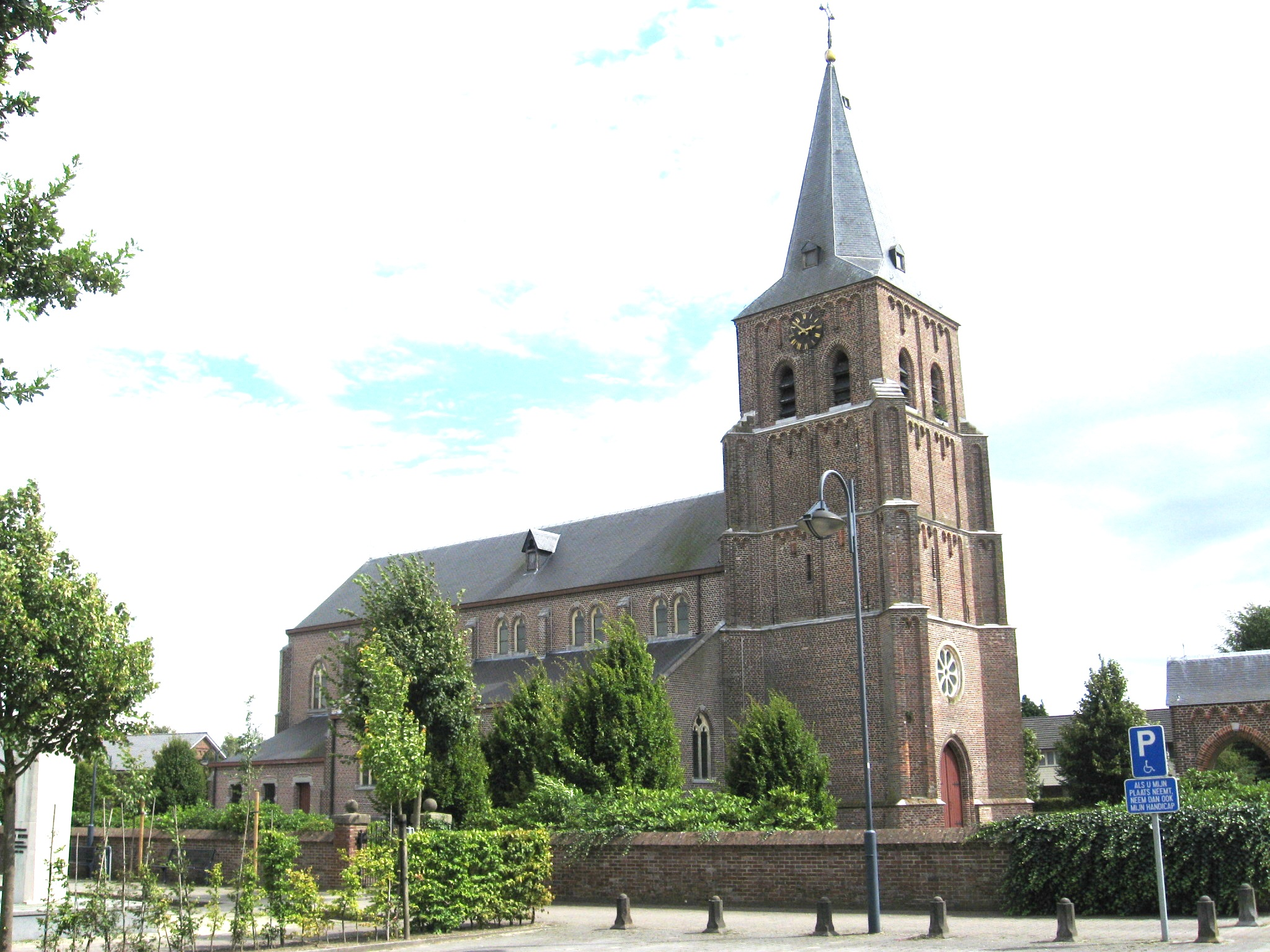
Sint-Trudokerk

De Sint-Trudokerk is de parochiekerk van Grote-Brogel in de Belgische provincie Limburg. De kerk is gelegen aan de Pastorijstraat.

## Geschiedenis
De voorganger van het huidige, neogotische, kerkgebouw was een bakstenen kerkje in Kempense gotiek, waarvan slechts de toren behouden is gebleven. Deze dateert van ongeveer 1500, maar het Onze-Lieve-Vrouwealtaar werd in 1400 al vermeld.
Op 30 april 1641 sloeg de bliksem in de torenspits, welke geheel afbrandde en in 1643 vervangen werd door een nieuwe, ontworpen door Jan van Hinsberch.
In 1896 werd de oude kerk afgebroken en vervangen door een groter, neogotisch bouwwerk, ontworpen door E. Serrure. Op 22 oktober 1898 werd deze kerk ingewijd. De gotische toren bleef gespaard, het is een bakstenen toren met vier geledingen en een ingesnoerde naaldspits, bedekt met leien. Aan de zuidoostzijde bevindt zich een veelhoekige traptoren. De toren heeft een neogotisch portaal.

## Meubilair
Uit de oude kerk is een doopvont uit de 13e eeuw in Maaslandse kalksteen, dat omstreeks 1908 werd gerestaureerd. Verder is er een beeldengroep voorstellende het Heilig Graf uit ongeveer 1520, een Christus op de koude steen uit omstreeks 1535, een Calvariegroep uit omstreeks 1465, een Sint-Trudobeeld uit de 15e eeuw, een 18e-eeuws beeld van de Heilige Cornelius en een soortgelijk beeld van de Heilige Rosa van Lima. Er zijn twee classicistische portiekaltaren, een eiken rococo communiebank van omstreeks 1765. Het orgel is uit 1775 met een gebeeldhouwde orgelkast uit 1760.
Daarnaast is er ook nieuwer kerkmeubilair uit de tijd van de bouw van de nieuwe kerk en het begin van de 20e eeuw.
Op het aanpalend kerkhof vindt men enkele 17e-eeuwse grafkruisen.